# Bijauri
Bijauri (nepalski: बिजौरी, trl. Bijaurī, trb. Bidźauri) – gaun wikas samiti w zachodniej części Nepalu w strefie Rapti w dystrykcie Dang Deokhuri. Według nepalskiego spisu powszechnego z 2001 roku liczył on 2218 gospodarstw domowych i 12064 mieszkańców (6058 kobiet i 6006 mężczyzn).